# Taubenturm (Guer)

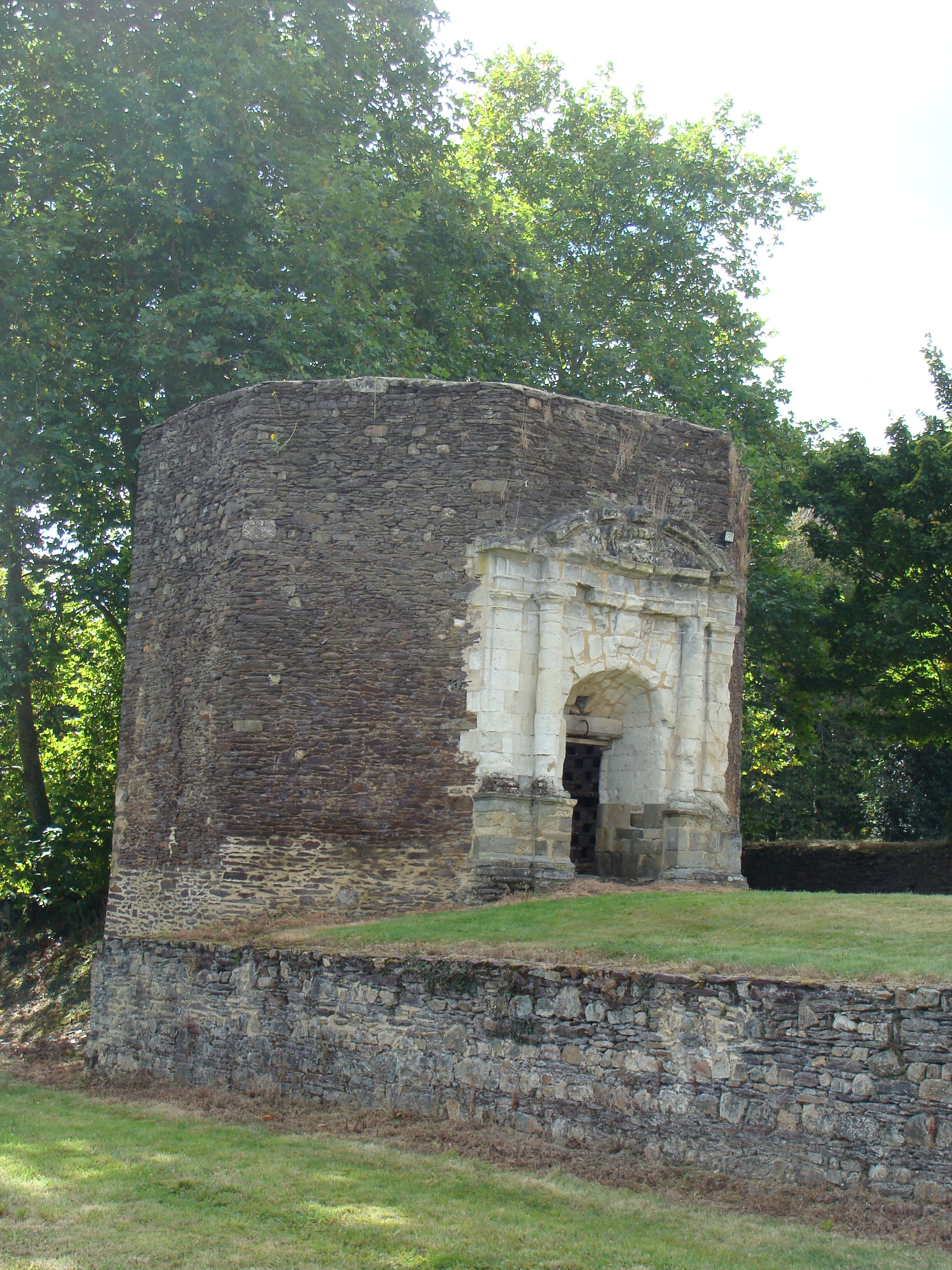
Taubenturm in Guer

Der Taubenturm (französisch colombier oder pigeonnier) in Guer, einer französischen Gemeinde im Département Morbihan in der Region Bretagne, wurde im 18. Jahrhundert errichtet. Der Taubenturm ist seit 1993 als Teil des Schlosses Château de Coëtbo als Monument historique klassifiziert.
Der achteckige Turm aus Bruchsteinmauerwerk besitzt nur noch ein Notdach. Das klassizistische Portal mit zwei Säulen ist für ein Taubenhaus außergewöhnlich monumental.